# Perissomastix nigerica
Perissomastix nigerica är en fjärilsart som beskrevs av László Anthony Gozmány. Perissomastix nigerica ingår i släktet Perissomastix och familjen äkta malar. Inga underarter finns listade i Catalogue of Life.